# Mayday (miniserie británica)
Mayday es una miniserie británica de drama y suspenso compuesta por 5 episodios, emitida por la BBC en el año 2013. Fue rodada en Dorking (Surrey. Inglaterra) y está protagonizada por Sophie Okonedo, Aidan Gillen (Juego de tronos) y Lesley Manville, entre otros.

## Argumento
Una pequeña comunidad celebra su festividad más popular, el día de Mayo, donde la principal atracción es el desfile encabezado por la reina de Mayo. Este año, la reina de Mayo es Hattie Sutton, una chica de 14 años que encarna la belleza y el encanto, pero ésta no se presenta al desfile ni se pone en contacto con nadie.
La desaparición de la joven empuja a los vecinos a acusarse los unos a los otros y a sospechar incluso de sus más allegados.

## Elenco

### Personajes principales
- Leila Mimmack como Hattie Sutton (la joven desaparecida) y como Caitlyn Sutton (la hermana gemela y rebelde de Hattie).
- Max Fowler como Linus Newcombe, un chico inteligente pero con mal comportamiento que perdió a su madre siendo muy pequeño y siente que no conoce a su padre.
- Sam Spruell como Steve Docker, el tío de Hattie y un hombre problemático con la ley.
- Sophie Okonedo como Fiona Hill, expolicia que dedica a su familia al ser madre de tres hijos.

- Peter McDonald como Alan Hill, marido de Fiona y policía.
- Aidan Gillen como Everett Newcombe, hombre viudo y padre de Linus, de quién nadie sabe demasiado.
- Peter Firth como Malcom Spicer, un adinerado promotor.
- Lesley Manvillecomo Gail Spicer, mujer de Malcolm con quién se pasa casi todo el rato discutiendo.
- Tom Fisher como Seth Docker, hermano de Steve, tiene problema mentales y quiere vivir en el bosque.
- David Finn como James Spicer, hijo de Gail y Malcolm Spicer.

### Personajes recurrentes
- Victoria Carling como Sandra.
- Richad Hawley como Richard Sutton.
- Caroline Berry como Jo Sutton.
- Charley Palmer Merkell como Jaden.
- Barbara Drennan como Mel Ryman.
- Jake Curran como Doug.
- Hannah Jean-Baptiste como Charlotte Hill.
- Harry Hunt como Alfie Hill.

## Episodios
| N.º | Nombre     | Director    | Guionista             | Fecha de estreno   |
| 1   | Episodio 1 | Brian Welsh | Ben Court Caroline Ip | 3 de marzo de 2013 |
| 2   | Episodio 2 | Brian Welsh | Ben Court Caroline Ip | 4 de marzo de 2013 |
| 3   | Episodio 3 | Brian Welsh | Ben Court Caroline Ip | 5 de marzo de 2013 |
| 4   | Episodio 4 | Brian Welsh | Ben Court Caroline Ip | 6 de marzo de 2013 |
| 5   | Episodio 5 | Brian Welsh | Ben Court Caroline Ip | 7 de marzo de 2013 |